# Голубовачка клисура
Голубовачка клисура, Голубачка клисура или Горња клисура (рум. Defileul Golubac) је прво сужење на почетку композитне долине Ђердапа. Почиње код града Голупца, по коме је добила и име, а завршава се Љупковском котлином код града Љупкова у Румунији. Корито јој је широко око 200 метара, а дубина Дунава овде достиже 14-45 метара. Посебну одлику представљају бројњи остењаци који се издижу са речног дна и избијају изнад водене површине. На уласку у клисуру је стена „Бабакај”, а на њеном изласку је стена „Стењке”. 